# Hermann Heller (Jurist)

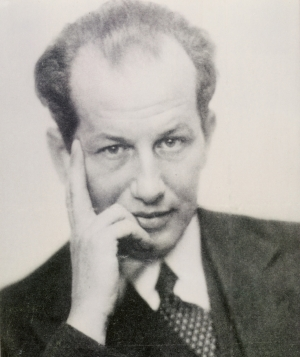
Hermann Heller

Hermann Ignatz Heller (* 17. Juli 1891 in Teschen, Österreich-Ungarn; † 5. November 1933 in Madrid) war ein deutscher Jurist jüdischer Abstammung, Staatsrechtslehrer und in der Erwachsenenbildung tätig. Er lehrte an den Universitäten Kiel, Leipzig, Berlin und Frankfurt am Main. Heller prägte in seiner Schrift Rechtsstaat oder Diktatur? von 1930 den Begriff des sozialen Rechtsstaats.

## Leben
Die Schulzeit verbrachte Heller bis zur sechsten Gymnasialklasse am K. K. Albrechts-Gymnasium in Teschen. 1908 wechselte er an das Kronprinz-Rudolf-Gymnasium in Friedek, wo er 1910 das Abitur ablegte.
Nach dem Abitur studierte Heller an den Universitäten Kiel (ab dem Wintersemester 1912/13), Wien (Sommersemester 1913), Innsbruck und Graz (Wintersemester 1913/14) Rechts- und Staatswissenschaften. Am Ersten Weltkrieg nahm er als Kriegsfreiwilliger in einem Artillerie-Regiment der österreichischen Armee teil, wobei er sich 1915 an der Front ein Herzleiden zuzog. Seine Doktorprüfung legte er am 18. Dezember 1915 während eines Armeeurlaubs an der Universität Graz ab. Danach setzte er bis zum Kriegsende seinen Kriegsdienst in der Militärgerichtsbarkeit fort.

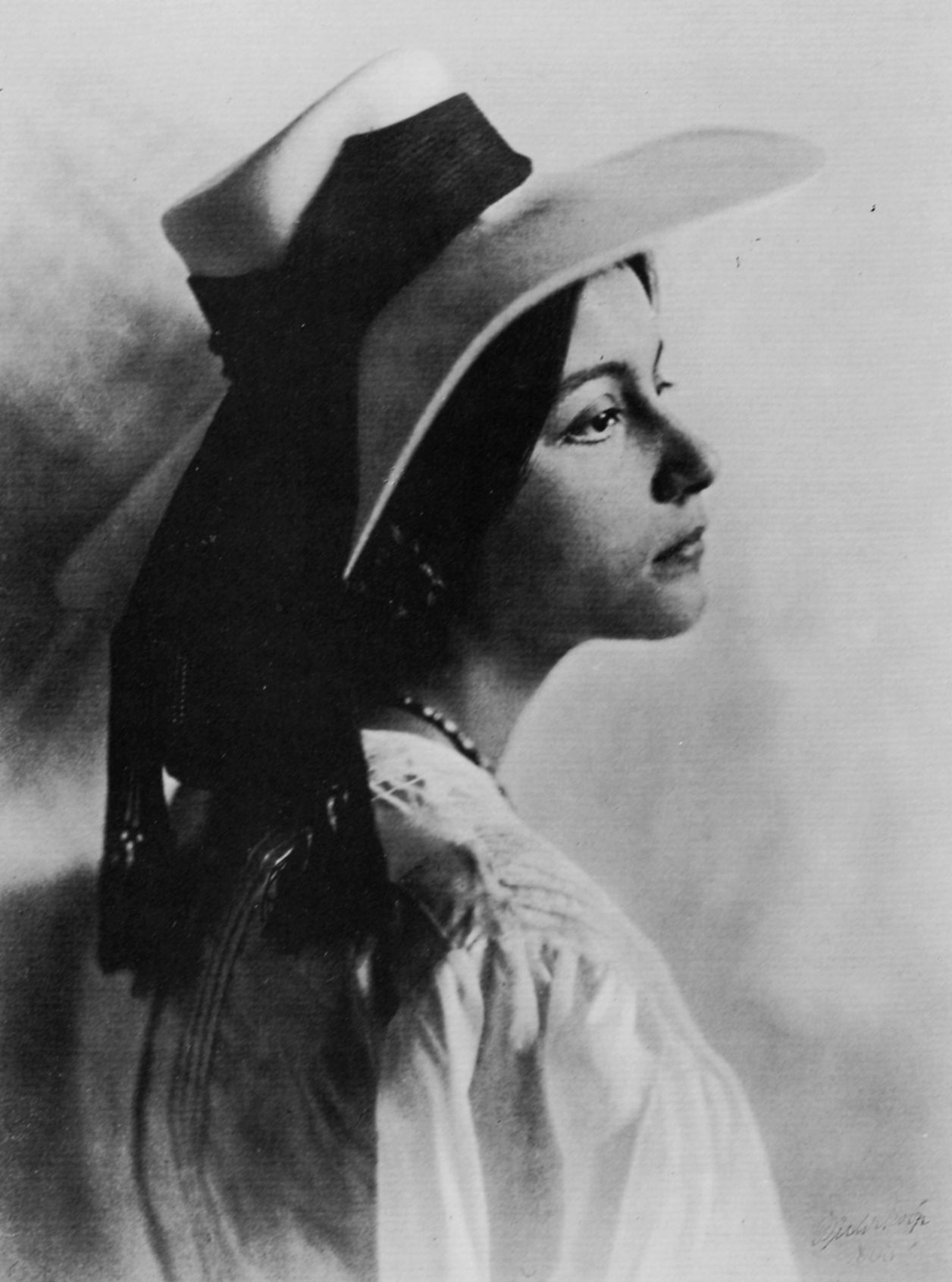
Gertrud Falke, Tochter des Dichters Gustav Falke, 1908

Nach dem Ende des Ersten Weltkriegs begann Heller in Leipzig mit der Arbeit an seiner Habilitationsschrift, die er 1919 in Kiel abschloss. Gemeinsam mit Gustav Radbruch und anderen Persönlichkeiten war er 1919 an der Gründung der Volkshochschule Kiel beteiligt. Heller war ein Befürworter der Republik und trat 1920 in die SPD ein. Während des Kapp-Putsches versuchte er zusammen mit Gustav Radbruch in Kiel zwischen den Parteien zu vermitteln und wurde mit ihm zusammen vom Militär inhaftiert. Am 16. März 1920 wurde er mit der Venia legendi für Rechtsphilosophie, Staatslehre und Staatsrecht habilitiert. Ebenfalls in Kiel heiratete er Gertrud Falke (1891–1984), Tochter des bekannten norddeutschen Dichters Gustav Falke. 1921 wechselte er zunächst wieder nach Leipzig, wo er an der Juristischen Fakultät umhabilitiert wurde. Von 1922 bis 1925 leitete er das Leipziger Volksbildungsamt. Doch schon 1926 verließ er Leipzig wieder und arbeitete als Referent am Kaiser-Wilhelm-Institut für ausländisches öffentliches Recht und Völkerrecht in Berlin. 1928 wurde er dann an der Friedrich-Wilhelms-Universität Berlin zum außerordentlichen Professor für öffentliches Recht ernannt; er lehrte in dieser Zeit gleichzeitig an der Deutschen Hochschule für Politik.
Anfang 1928 hatte Heller eine kurze Liaison mit der Schriftstellerin Elisabeth Langgässer. Diese gebar am 1. Januar 1929 die gemeinsame Tochter Cordelia.
1932 wurde Heller zum ordentlichen Professor für öffentliches Recht an der Universität Frankfurt ernannt. Die dortige Fakultät leistete schon erheblichen Widerstand gegen die Ernennung Hellers. 1933 schließlich entzog sich Heller den jahrelangen Anfeindungen der Nationalsozialisten und antisemitischen Angriffen, indem er nach einem Vortragsaufenthalt in Großbritannien nicht mehr nach Deutschland zurückkehrte, sondern eine Einladung des spanischen Kultusministers annahm, als Gastprofessor an der Universität Madrid zu lehren. Am 11. September des Jahres wurde er dann aufgrund des Gesetzes zur Wiederherstellung des Berufsbeamtentums aus dem deutschen Staatsdienst entlassen.
Am 5. November des Jahres erlag Heller in Madrid dem Herzleiden, das er sich im Ersten Weltkrieg zugezogen hatte.

## Wirken
Heller gehörte zu den wenigen Vertretern seines Faches, die sich vorbehaltslos für das demokratische Prinzip der Weimarer Republik einsetzten. Als ein Antipode Hellers gilt Carl Schmitt. Die Auseinandersetzung zwischen Heller und Schmitt, die nach anfänglich gegenseitige Bewunderung ausdrückendem Briefkontakt ab 1928 immer schärfer wurde, kulminierte 1932 im Prozess „Preußen contra Reich“, bei dem Heller die SPD-Landtagsfraktion vertrat und Schmitt einer der Vertreter des Reiches war.
Heller war 1922 eines von 43 Gründungsmitgliedern der Vereinigung der Deutschen Staatsrechtslehrer sowie Mitglied im Hofgeismarer Kreis, der sich für eine national gesinnte Sozialdemokratie und für die Demokratie in der Weimarer Republik einsetzte.
Als Hellers Hauptwerk gilt sein Buch „Staatslehre“, an dem er fieberhaft bis zu seinem frühen Tode schrieb. Er schaffte es dennoch nicht, das Manuskript fertigzustellen. Nach seinem Tod vervollständigte Gerhart Niemeyer das Manuskript so weit wie anhand der vorhandenen Unterlagen möglich zur Druckreife. Mit Hilfe von Rudolf Sebald Steinmetz und Wilhelm Adrian Bonger konnte das Werk 1934 im niederländischen Verlag A. W. Sijthoff’s Uitgeversmaatschappij in Leiden veröffentlicht werden. Hellers Staatslehre, die sich sowohl von Positivismus als auch von Idealismus lossagte, gilt als wichtiges Werk für die Etablierung einer Politikwissenschaft in Deutschland nach dem Zweiten Weltkrieg. Zu den ersten Rezipienten zählten Ernst Fraenkel und Wolfgang Abendroth. Heller wird heute mitunter auch als ein „Vater der Politischen Wissenschaft in Deutschland“ bezeichnet.
Mit dem Ende des Verlags A. W. Sijthoff Anfang der 1970er Jahre wurde der Restbestand der fünften Auflage von Hellers Staatslehre vom Verlag Mohr weitergeführt. Die bisher letzte Auflage ist die sechste Auflage von 1983.
Für die Erwachsenenbildung und die Volkshochschulbewegung war Heller sehr bedeutsam, da er bis Mitte der 1920er Jahre die sogenannte „Leipziger Richtung“ gemeinsam mit seiner Mitarbeiterin Gertrud Hermes in Theorie und Praxis maßgeblich prägte. Seine erwachsenenbildnerische Tätigkeiten verband er dabei mit seiner Verfassungslehre: „Für Heller war das Leipziger Volksbildungsprojekt ein Beitrag zum Abbau sozialer Disparitäten und zur Herstellung einer größeren kulturellen Homogenität in der deutschen Gesellschaft. Praxis und Theorie verknüpften sich bei Heller.“

## Werk (Auswahl)
Eine Liste von Veröffentlichungen Hellers wurde zusammengestellt von Hans Rädle in der Politischen Vierteljahresschrift 8 (1967), S. 314–322.
- Europa und der Faschismus eigentl. Europa und der Fascismus, Digitalisat, 2., veränd. Aufl., 159 S., Berlin: de Gruyter, 1931. Nachdruck Berlin-Boston: de Gruyter, 204 S.
- Freie Volksbildungsarbeit: Grundsätzliches und Praktisches vom Volksbildungsamte der Stadt Leipzig. Leipzig, Verlag der Werkgemeinschaft, 1924.
- Hegel und der nationale Machtstaatsgedanke in Deutschland. Ein Beitrag zur politischen Geistesgeschichte, Band 6, Leipzig: B. G. Teubner, 1921.
- Die politischen Ideenkreise der Gegenwart (= Jedermanns Bücherei. Abteilung Rechts- und Staatswissenschaft, Band 6), 156 S., Breslau, Ferdinand Hirt, 1926. purl.uni-rostock.de
- Rechtsstaat oder Diktatur? (= Recht und Staat in Geschichte und Gegenwart. Band 68.), 26 S., Tübingen: J. C. B. Mohr, 1930.
- Sozialismus und Nation, Berlin, Arbeiterjugend-Verlag, 1925; 2. Auflage, Berlin, Ernst Rowohlt, 1931; 3. Auflage, Dresden, Jungeuropa, 2019.
- Die Souveränität. Ein Beitrag zur Theorie des Staats- und Völkerrechts, Berlin, de Gruyter, 1927 (Digitalisat).
- Staatslehre, XVI, Leiden, Sijthoff, 1934 (6., bearbeitete Auflage, Tübingen: Mohr Siebeck, 1983, ISBN 3-16-644693-1).
- Kämpfen für die Demokratie. Kleine politische Schriften, hrsg. v. Hubertus Buchstein und Dirk Jörke, Hamburg: Europäische Verlagsanstalt, 2023.